# West India Fruit and Steamship Company
Die West India Fruit and Steamship Company (WIF&SS Co.) unterhielt einen Eisenbahnfährbetrieb zwischen dem Hafen von Palm Beach, Florida in den Vereinigten Staaten und der kubanischen Hauptstadt Havanna in einem Zeitraum von kurz nach dem Zweiten Weltkrieg bis zur Verschlechterung der Beziehungen zwischen beiden Staaten im Jahre 1961, welche sich 1962 in der Kubakrise und der Verhängung des Embargo der Vereinigten Staaten gegen Kuba zuspitzte. Die Gesellschaft bot ihre sechs Fährschiffe im Juni 1961 zum Verkauf an, da der Handel zwischen den Vereinigten Staaten und Kuba einen absoluten Tiefpunkt erreichte und stellte den Fährbetrieb im August 1961 ein.
Die WIF&SS Co. betrieb nicht nur den Eisenbahnfährbetrieb, sondern arbeitete gleichzeitig als Eisenbahnunternehmen. Sie bot einen direkten Transport von Eisenbahnwagen aus ganz Nordamerika an jede Station der kubanischen Eisenbahn.
Ein Umladen der Fracht wurde so unnötig und die Transportzeit verkürzte sich.

## Fährschiffe
Während der gesamten Betriebsdauer der Verbindung nach Kuba wurden fünf Eisenbahnfähren eingesetzt. Sie waren in der Konstruktion den auf den Großen Seen verwendeten sehr ähnlich. Zusätzlich umfasste die Flotte eine Autofähre und ein weiteres Schiff.
- SS Grand Haven (Eisenbahnfähre)
- SS Henry M. Flagler (Eisenbahnfähre)
- SS Joseph R. Parrott (Eisenbahnfähre)
- SS New Grand Haven (Eisenbahnfähre)
- SS City of New Orleans (Eisenbahnfähre)
- SS Sea Level (Schiff)
- SS City of Havana (Autofähre)

Die Grand Haven war zuvor ein Schiff der Grand Trunk Milwaukee Car Ferry Company einer Tochtergesellschaft der Grand Trunk Railway und wurde auf Routen über den Lake Michigan eingesetzt. Sie wurde 1903 von der Craig Shipbuilding Company in Toledo (Ohio) gebaut.
Auf historischen Fotos ist die Ausstattung mit einem von der US-Küstenwache geforderten speziellen Tores für Eisenbahnfähren auf den Großen Seen zu erkennen. Sie wurde im Jahr 1960 außer Dienst gestellt.
Die 1914 gebaute Henry M. Flagler und die 1916 gebaute Joseph R. Parrott waren als Schiffe der Florida East Coast Car Ferry Company bereits vor dem Zweiten Weltkrieg auf der Route zwischen Key West und Havanna eingesetzt, bevor sie von der US-Marine für Kriegszwecke beschlagnahmt wurden. Beide Schiffe wurden von der Firma William Cramp and Sons in Philadelphia gefertigt.
Die New Grand Haven wurde von Canadian Vickers, Ltd. in Montreal 1951 gebaut.
Die City of New Orleans baute die die Kure Shipbuilding and Engineering Company im japanischen Kure 1959. Wahrscheinlich wurden nur wenige hundert Fahrten durchgeführt, bevor die Verbindung nach Kuba eingestellt wurde.
Neben den Eisenbahnfähren kaufte die Gesellschaft 1928 von Seatrain Lines die Seatrain New Orleans, ein Schiff mit vier Decks gebaut von Swan, Hunter, and Wigham Richardson aus Newcastle. Sie fuhr von Belle Chasse (New Orleans) nach Havanna. Eisenbahnwagen wurden per Kran Be- und Entladen. Sie wurde durch die WIF&SS Co. in Sea Level umbenannt und fuhr weiter auf der Linie nach Belle Chasse.
WIF&SS Co. unterhielt dazu eine Auto- und Passagierfähre, die City of Havana, welche zwischen Havanna und Key West pendelte.

## Betrieb
In Palm Beach war die WIF&SS Co. mit der Florida East Coast Railway (FEC) durch die West Palm Beach Terminal Company (WPBT) verbunden, welche das Be- und Entladen der Waggons von den Fähren der WIF&SS Co. übernahm. Über Jacksonville konnten Güterwagen aus ganz Nordamerika auf die Florida East Coast Railway gelangen. In Havanna bestand eine Verbindung zur Ferrocarriles Unidos de la Habana.
Nach der Ankunft in Kuba war kein Umladen der Güter notwendig, die Eisenbahnwagen wurden direkt zum Zielpunkt transportiert.
Wahrscheinlich wurden nur selten kubanische Wagen auf dem nordamerikanischen Festland eingesetzt. Die WIF&SS Co. besaß eine Flotte von Kühlwagen und Güterwagen mit WIF reporting marks. Diese Wagen wurde regelmäßig auf Strecken in den USA genutzt.
Aus Kuba wurden insbesondere landwirtschaftliche Produkte wie Tabak, Zucker, Rum, Ananas, Tomaten und Schlachtfleisch sowie Altmetall ausgeführt. In der Gegenrichtung Industrieprodukte, Chemikalien, Lebensmittel sowie Stahlprodukte, Eisenbahnausrüstung und Schwerlasten transportiert.
Im Januar 1957 waren für die WIF&SS Co. 260 Eisenbahnwagen gelistet.

## Weitere Fährgesellschaften
Die Florida East Coast Car Ferry Company startete 1915 eine Fährverbindung von Key West in Florida nach Havanna. Sie war eine Tochtergesellschaft der Florida East Coast Railway und nahm den Fährbetrieb nach dem Zweiten Weltkrieg nicht wieder auf. Nach der Zerstörung der Verbindung nach Key West 1935 durch den Labor-Day-Hurrikan wurde der Fährhafen in Port Everglades genutzt.
Seatrain Lines stieg 1929 in den Fährbetrieb zwischen den USA und Kuba ein. Eisenbahnwagen wurden von Hoboken (New Jersey), Savannah (Georgia), New Orleans und Texas City nach Havanna verschifft. 1953 verkaufte Seatrain die Rechte und ein Schiff an die WIF&SS Co. und konzentrierte sich auf andere Routen.
Suwannee Trainferry Lines unterhielt nur ein Schiff, die Antonio Maceo (benannt nach dem kubanischen Unabhängigkeitskämpfer Antonio Maceo).
Die Verbindung zwischen Port Everglades und Kuba wurde nach dem Zweiten Weltkrieg aufgenommen.